# Опака
Опака̀ е град в Североизточна България. Той се намира в област Търговище и е в близост до град Попово. Градът е административен център на община Опака. По данни на ГРАО към 15 юни 2023 г. в града живеят 2471 души по настоящ адрес и 2718 души по постоянен адрес.

## География
Намира се на 15 км северно от град Попово, 48 км северозападно от областния център град Търговище
и на около 63 км южно от град Русе, разположен е на 180 – 200 м надморска височина в североизточната част на страната и заема крайната северозападна част на Търговищка област, по пътя Попово – Русе. На юг и изток граничи с община Попово, на север – с община Цар Калоян от Разградска област и на запад – с общините Две могили и Бяла от Русенска област. Градът е разположен в източната част на Дунавската хълмиста равнина, в дол и върху двата му съседни хълма – Болец и Ак тепе. През средата му тече река Ряката, приток на река Черни Лом. Релефът по течението на реката е равнинен, а в останалата част е силно нагънат и прорязан от множество долове. В околността на Опака има няколко плата и множество карстови пещери. Землището на града граничи с тези на селата Крепча, Люблен, Садина, Гагово, Паламарца и Голямо градище. Асфалтирани шосета го свързват със съседните селища, без село Садина и село Паламарца, до които има черни пътища.
Територията на Общината е 156 кв. км и съгласно последното административно деление в състава ѝ влизат 6 населени места: град Опака и селата Крепча, Голямо градище, Горско Абланово, Гърчиново и Люблен, в които живеят общо 8589 души. Около половината от населението живее в Опака, който е административен център на Общината.

### Природни ресурси
Релефът на общината е хълмист (планински), само по поречието на р. Черни Лом е равнинен. Надморската височина варира от 180 до 200 м. Релефът оказва влияние за развитието и разпространението на растителния и животински свят. Покриването на по-изявените във височинно отношение релефни форми с горска растителност и раздвижеността на терена придава своеобразен характер на ландшафта на североизточната и югозападната част на общината.
Климатичните условия са характерни за умерено-континенталния климат със средна годишна температура +10,7 °C. През зимните месеци духат силни студени североизточни ветрове. Лятото е горещо и сухо.
Геоложкият строеж и полезните изкопаеми са тясно свързани с литоложките особености на тази част от страната. Преобладават нерудните изкопаеми – глина, варовици, мелгели и пясъчници.
На територията на общината преобладават излужени черноземи, сиво-кафяви горски и алувиално-ливадни почви. Съдържанието на хумус в тях е 2,5%.
Водните ресурси са задоволителни за територията на община Опака. Речната мрежа се състои от река Черни Лом и нейните притоци. Водоснабдяването на населението е предимно от местни водоизточници.

## История
Изключително съсредоточване на исторически паметници на културата, които са дали мощен тласък на развитието на иманярството още от времето след Освобождението. Чешките археолози братя Карел и Херман Шкорпил са проявили интерес преди Плиска, да правят разкопки в Опака, но са били изключително недружелюбно посрещнати от местното население и са се отказали.
Има римска вила рустика, чиито мозаечни подове са продадени на аукциони в Германия. Прабългарски средновековни погребения на висши сановници, укрепена гранична крепост – почти унищожена от иманяри, скален манастир от времето на Първата българска държава. Навсякъде по аукционите в Западна Европа на антики се предлагат антични предмети, открити в района на град Опака.
Опака е селище на територията на България от 1878 г. С държавен указ на 7 септември 1984 г. получава статут на град.

### Опака до Освобождението на България
Според предание селището първоначално е било заселено в местността Топлица – открита и ветровита, поради което жителите му го изместили в дола. По този начин населението избягвало и близкия път, минаващ по долината на река Черни Лом, по който се движели и разбойнически банди. Новото място било сенчесто, поради което му било дадено името Опакус, което означавало „сянка“.
Друго предание сочи за първото място, на което било основано селището местността Пладнището. Жителите на това село били сполетени от чумна епидемия и се принудили да го напуснат.
Районът на град Опака е бил обитаван от дълбока древност и има запазени и до днес следи от поселения и от Първото и Второто българско царство.
За пръв път името на селището се среща в османо-турски данъчен регистър от 1479 г. като село Опак. През този период селото, в което са записани 8 домакинства, е част от тимар (поземлено владение) на Караджа, бевап при крепостта Търново и принадлежи към Герилец (нахията Крапец или дн. Крепча), като отглас от българската средновековна поселищна и административна система. Районът на днешния град Опака през 15 век, а и по-късно след намаляването значението на крепостта Червен, принадлежи към каза Херазград (дн. Разград) и е част от Русчушки (Русенски) вилает, а по късно към вилает Провадия.
В турски данъчни регистри от 1524 и 1541 г. селото е записано като Опака, името което градът носи и до днес. Населението му е християнско, но много малко като брой жители, което обаче още от началото на 17 век започва да нараства. През 1622 г. там има 54 християнски къщи, около 1632 г. – 65, през 1635 г. – 68, около 1640 г. – 69. Следващата поредна година, за която има запазени писмени данни е 1648 г. Оттогава се наблюдава рязко намаляване на християнските къщи в Опака (вече са само 26), поради започналото планомерно помохамеданчване на българското население в района от османската власт.
Преди Освобождението в село Опака е имало около 100 турски и 200 български къщи. През 1877 г. село Опъкъ е имало 182 къщи с 1032 жители. През 1898 г. българските къщи са 189, а турските 194. Населението е било местно, по етнически състав капанци. По време на самата война от 1877 г. североизточно от селото са се водили ограничени сражения. Българското население на селището бяга от войната към градовете Горна Оряховица и Бяла, като много бегълци се удавят в река Янтра, а турското бяга към градовете Разград и Шумен.
Църковният храм на селото Св. великомъченик Георги бил построен през 1859 г. Към него отворило врати и килийно училище. Пръв свещеник в селото бил Никола Рачев от село Ковачевец. По време на войната църквата била ограбена и силно пострадала и е подновена като действащ църковен храм през 1904 г. На 26 декември 2007 г. храмът отново пострада от пожар – изгоря дървеният под и чудотворната икона.
През 1908 г. голяма част от турскоезичното население се изселва в Турция, но съотношението между двата етноса, които населяват Опака се запазва.

### Опака след Освобождението до днес
От 7 септември 1984 г. Опака е със статут на град.

## Население
Населението на града към края на 2017 г. е около 2500 души, 14% е под 14 години, 67,2% – между 15 – 64 години, а 18,8% – над 65 години.
| \| Година на преброяване \| Численост \| \| --------------------- \| --------- \| \| 1934 \| 4706 \| \| 1946 \| 4945 \| \| 1956 \| 4669 \| \| 1965 \| 4267 \| \| 1975 \| 4020 \| \| 1985 \| 3870 \| \| 1992 \| 3614 \| \| 2001 \| 3181 \| \| 2011 \| 2833 \| \| 2021 \| 2318 \| |           |
| Година на преброяване | Численост |
| 1934 | 4706      |
| 1946 | 4945      |
| 1956 | 4669      |
| 1965 | 4267      |
| 1975 | 4020      |
| 1985 | 3870      |
| 1992 | 3614      |
| 2001 | 3181      |
| 2011 | 2833      |
| 2021 | 2318      |

## Инфраструктура
Водоснабдителни и канализационни мрежи:
Водното богатство в землището е голямо. През него минават много подземни реки. Общината е богата и на чешми, които могат да се използват за питейни нужди. Качеството на питейните води се изследва, както от „Водоснабдяване-Дунав“ ЕООД – Разград, така и от ХЕИ – Търговище. Ползваните водоизточници са в добро техническо и експлоатационно състояние. Има водоизточници, които не са в експлоатация, но се ползват като резервни.
Транспортни мрежи:
Основните разстояния между гр. Опака и съседните административни центрове и градове са както следва: Опака – Русе – 65 км; Опака – Търговище – 55 км; Опака – Цар Калоян – 30 км; Опака – Попово – 20 км; Опака – Две могили – 42 км; Опака – Бяла – 60 км.
Връзките между отделните селища се осъществяват чрез автомобилен транспорт. Транспортното обслужване на населението се осъществява от автобуси на транспортни фирми – „МЕТЕОР“ АД /гр. Попово/ и регионалната организация на Съюза на частните превозвачи.
Енергийни мрежи и системи:
Електроснабдяването на Общината се осъществява по електропроводи с мощност както следва: 20 kW – 50 km дължина. Има изградени 1 бр. подстанция с мощност 100 MW и 18 бр. трафопостове.
Комуникационни мрежи:
В община Опака комуникационните връзки се осъществяват чрез изградени 6 броя автоматични централи, които обслужват 3200 телефонни абонати. В основата телефонната мрежа е подземна и защитена.
Разгърнати са:
1 радиостудио, 5 местни радиовъзли, 4 телевизионни ретранслатора.

### Икономика
От гледна точка на икономическото значение на природните ресурси и тяхното ефективно оползотворяване, най-голямото богатство за Общината са плодородните почви.
Обработваемата земя, която съставлява 47% от общата територия на землището, се използва пълноценно и е запазена екологично чиста. Поради географското положение и вида на района, преобладават нивите, горите и полезащитните пояси. Това предполага приоритетно развитие на земеделието и някои видове трайни насаждения.
Условията са подходящи за отглеждане на трайни насаждения, а в животновъдството – за овцевъдство и говедовъдство от месодайни и млекодайни породи като животновъдството, което е основен по значение отрасъл за района.
Тенденциите за развитие на растениевъдството в общината са положителни. Традициите, плодородната и екологично чиста земя, обезпечеността с техника и свободната работна ръка и възможности за реализация предимно в земеделието, са основните ресурси на Общината. Съществуват условия за възстановяване на масивите от трайни насаждения и зеленчукопроизводството, пряко свързани с реализацията на продукцията и търсенето на нови пазари.

## Наука и образование
Дейностите по образование в община Опака се реализират от 6 целодневни детски градини в 6-те селища на общината, 5 основни училища и 1 СОУ в гр. Опака.
Детските градини по населени места са: ЦДГ гр. Опака; ЦДГ „Калинка“ с. Горско Абланово; ЦДГ „Щастливо детство“ с. Гърчиново; ЦДГ „1-ви юни“ с. Голямо градище; ЦДГ с. Крепча; ЦДГ с. Люблен.
Училищата по населени места са: Основно училище „Св. св. Кирил и Методий“ с. Гърчиново; Основно училище „Васил Левски“ с. Крепча; Основно училище „Христо Смирненски“ с. Горско Абланово; Основно училище „Васил Левски“ с. Люблен; Основно училище „Алеко Константинов“ с. Голямо градище; Средно общообразователно училище „Васил Левски“ гр. Опака.

### Здравеопазване
Приоритетните направления за подобряване на здравния статус на населението са насочени към подобряване качеството на профилактичната дейност и на диспансерното наблюдение; повишаване квалификацията на медицинските специалисти и осигуряване на квалифицирани кадри; оптимално обхващане на населението с лекарска помощ и оказване на 24-часово медицинско обслужване; повишаване на здравната култура на населението чрез здравни образователни кампании и персонални консултации. Медицинското осигуряване се осъществява от две групови медицински практики „Здраве ЕК“ и „Медика-2000“, които имат присъствие във всяко едно населено място в общината.

## Религии
- Християнска – източноправославна;
- Мюсюлманска;

Уникален пример за етническа толерантност между християни и мюсюлмани. Населена с капанци-християни и български турци – мюсюлмани.

## Обществени институции
- Общински съвет (главните действащи политически сили в него са: ДПС, Коалиция „Заедно за бъдещето на Община Опака“ и Коалиция „Напредък“;
- Кметство;
- Народно читалище „Пробуда“;
- Поща;
- СОУ „Васил Левски“;
- Целодневна детска градина;
- Църковно настоятелство;
- Джамийско настоятелство;

## Културни и природни забележителности
Общината има изградени читалища, които са център на културната дейност. Към някои от тях са изградени самодейни състави. Изграденият музей в с. Горско Абланово също допринася за културния живот на населеното място. Състои се от три експозиции, отразяващи миналото на селото, боевете при с. Горно Абланово и Кацелово през Освободителната руско-турска война 1877 – 1878 г. и бита и културата на населението от края на XIX и началото на XX век.
Разпределение на читалищата по населени места са: НЧ „ПРОБУДА“ гр. Опака; НЧ „ИЗГРЕВ“ с. Крепча; НЧ „ПРОСВЕТА“ с. Люблен; НЧ „ХР. БОТЕВ“ с. Горско Абланово; НЧ „ХР. БОТЕВ“ с. Голямо градище; НЧ „ОТЕЦ ПАИСИЙ“ с. Гърчиново.
Паметници на културата на територията на община Опака са:
- Стена с имената на загиналите във войните от гр. Опака, находяща се в центъра на града.
- Паметни плочи и барелефи на загиналите в Руско-турската освободителна война руски войници, находящи се в Парка на българо-руската дружба в с. Г. Абланово.
- Скален манастир, находящ се югозападно от с. Крепча.
- Антично селище, находящо се на един километър североизточно от с. Г. Абланово на площ от 100 дка.
- Късноантична крепост, находяща се на 2,5 км южно от с. Г. Абланово върху платото „Сърта“.
- Антично селище, находящо се в новата част на с. Крепча.
- Антично село, находящо се на 4 км северноизточно от с. Крепча;
- Късноантична крепост, находяща се на 5 км югозападно от с. Крепча на десния бряг на р. „Калакоч дере“;
- Късноантична крепост, находяща се на 6 км югозападно от с. Крепча на левия бряг на р. „Калакоч дере“;
- Средновековно селище, находящо се на 2,5 км югозападно от с. Крепча;
- Средновековен некропол, находящ се на 2,5 км югозападно от с. Крепча;
- Антично селище и некропол, находящи се в северната част на гр. Опака;
- Античен некропол, находящ се на 4 км североизточно от гр. Опака в посока на с. Крепча.

## Традиции
Важно място в културния живот на община Опака заемат традициите, които са заложени в характера на местното население. Основните традиции са:
- „Бабинден“ – медицинският персонал на Общината обикаля града и селата, за да събира средства за поликлиниката;
- „Трифон Зарезан“ – на този ден мъжете зарязват лозите и се избира Цар на лозята, характерни са също и конните надбягвания на този ден;
- „Лазарка“ – момиченца, облечени в народни носии обикалят по домовете, като пеят характерни песни за лазаруването и събират яйца в кошниците си;
- „Великден“;
- „Гергьовден“ – задължително се коли агне за здраве, на вратите се окачват клончета от глог и на люлка се люлее за здраве;
- „Пеперуда“ – този обичай е характерен при наличие на суша;
- „Коледа“ – коледарите обикалят домовете със сурвакници в ръка и изпълняват песни, характерни за българския фолклор. Формирана е група от момчета, т.нар. „котки“, които известяват за идването на коледарите.

### Фолклор
Певческа група, която е съставена от жени, продължава да радва публиката със своите неповторими изпълнения.

### Редовни събития
- Събор на града – всяка година на 24 май.
- Празник на града – чества се на 5 септември. Свързан е с организиран панаир, концерти с участието на местни дейци на културата, както и на популярни изпълнители от българската сцена.

## Галерия
- Награди от първенства по хандбал и футбол на възпитаниците на СОУ „Васил Левски“
- СОУ „Васил Левски“ (изглед отпред)
- СОУ „Васил Левски“ (изглед отзад)
- Начално училище „Васил Левски“
- Плувен комплекс „Опакус“
- Булевард „България“
- Младежки дом
- Народно читалище „Пробуда“
- Паметникът пред Община Опака
- Изглед от град Опака
- Изглед от град Опака
- Площад „Съединение“

## Кухня
При християните преимущество има балканджийска кухня с интересни вегетариански ястия. Едно от най-специфичните от тях е раки. Представлява изсушени едри червени пиперки, пълнени с булгур и задушено зеле. При мюсюлманите традиционните сладкиши и гювечи, изключително комбинирани с подправки. Добър пример за това са саралии – сиропирани тестени сладки от вида на баклавата.